# Ruyi
Ruyi (dosł. zgodnie z życzeniem) – chińskie berło, w przeciwieństwie do swojego europejskiego odpowiednika niebędące jednak atrybutem władzy, a talizmanem mającym zapewnić szczęście i spełnienie marzeń.
Ruyi wykonywane jest z różnych materiałów, np. drewna, kości słoniowej lub jadeitu, często wysadzane jest także drogimi kamieniami. Posiada charakterystycznie wygięty kształt i zakończone jest główką w postaci obłoku lub świętego grzyba lingzhi, ozdobioną jedwabnymi frędzlami. Na obrazach często trzymają je niebiańscy urzędnicy, bóg bogactwa lub dzieci, wyrażając w ten sposób życzenie spełnienia wszystkich marzeń.
Ruyi wywodzi się prawdopodobnie od rączki do drapania pleców. Według jednej z kronik historycznych w okresie Dynastii Południowych i Północnych w państwie Song z rączkami takimi przychodzono na towarzyskie spotkania. W okresie dynastii Qing ruyi stało się symbolicznym atrybutem urzędników i oznaką ich rangi. Cesarze obdarowywali nimi ludzi ze swojego otoczenia, a urzędnicy wymieniali się nimi w prezentach, co dało początek zwyczajowi ich kolekcjonowania.